# John C. Whitcomb
John Clement Whitcomb, Jr, född 22 juni 1924 i Washington, D.C., död 5 februari 2020 i Indianapolis, Indiana, var en amerikansk teolog och en av de mest framträdande kreationisterna i USA. 1951 skrev han tillsammans med Dr Henry Morris boken The Genesis Flood med vilken den moderna kreationiströrelsen startade. Han erhöll en BD, en ThM och en ThD från Grace Theological Seminary. [källa behövs]